# Morte di Breonna Taylor
La morte di Breonna Taylor avvenne a Louisville nella notte tra il 12 e il 13 marzo 2020 a seguito di una sparatoria da parte di tre agenti del dipartimento di polizia locale, che stavano effettuando una perquisizione nella sua abitazione. Il caso inizialmente non aveva ricevuto molta attenzione dai mass media ma, dopo un fatto analogo che portò alla morte di George Floyd in circostanze simili, è ritornato al centro dell'attenzione, contribuendo alla nascita di diverse manifestazioni di protesta negli Stati Uniti, soprattutto in Kentucky, e all'apertura di un'indagine federale da parte del FBI. Nel settembre 2020 è arrivata la sentenza che ha assolto i tre agenti dall'accusa di omicidio, mentre tramite un accordo i familiari della vittima saranno indenizzati dalla città di Louisville con 12 milioni di dollari.

## Storia
Intorno alla mezzanotte tra il 12 e il 13 marzo 2020 tre agenti del dipartimento di polizia metropolitana di Louisville (LMPD), Jonathan Mattingly, Brett Hankison e Myles Cosgrove, fecero irruzione per mezzo di un ariete in un appartamento di Louisville nell'ambito di un'indagine sul traffico di droga. Nell'appartamento in questione vivevano Breonna Taylor (una operatrice professionale dei servizi di emergenza) e il fidanzato Kenneth Walker. Gli agenti avevano infatti visto un sospettato, già arrestato e domiciliato altrove, recapitare un pacco presso l'appartamento di Taylor e Walker, ragione sufficiente per ottenere un mandato di perquisizione senza l’obbligo per gli esecutori di bussare e identificarsi.
La dinamica dell'irruzione è poco chiara: secondo la polizia gli agenti erano entrati con la forza nell'appartamento dopo essersi identificati e aver bussato diverse volte senza risposta, mentre i vicini della coppia e la famiglia Taylor sostengono che la polizia sia entrata senza alcun avvertimento, costringendo Walker ad armarsi per autodifesa, arma detenuta legalmente. All'ingresso degli agenti Walker ha sparato per primo, ferendo uno degli uomini alla gamba; in risposta gli agenti hanno sparato a loro volta alla cieca, secondo le dichiarazioni dei testimoni oculari. Taylor, che si trovava in camera da letto, fu colpita otto volte e dichiarata morta sul colpo. Nell'appartamento non si sono trovate sostanze illegali di alcun genere.

## Indagini
Inizialmente Walker è stato fermato e arrestato con le accuse di aggressione di primo grado e tentato omicidio. Successivamente ha affermato di aver agito per autodifesa, credendo che degli sconosciuti stessero facendo irruzione in casa sua; questa linea di difesa è stata ulteriormente verificata con la pubblicazione della chiamata di Walker al 911. Dopo esser stato rilasciato, un giudice lo ha prosciolto da ogni accusa su richiesta della procura stessa.
Dopo un paio di mesi l'attenzione sulla vicenda è stata richiamata dalla senatrice democratica Kamala Harris, che ha richiesto l'apertura di un'indagine indipendente condotta dal Federal Bureau of Investigation. Le indagini sono iniziate il 21 maggio. Non sono state trovate sostanze illegali nell’appartamento. Il poliziotto che ha sparato 10 colpi alla cieca è stato licenziato. I “no-knock warrants”, ovvero le irruzioni della polizia senza annunciarsi e bussare, sono state rese illegali dalla città di Louisville.